# Holmes-üstökös

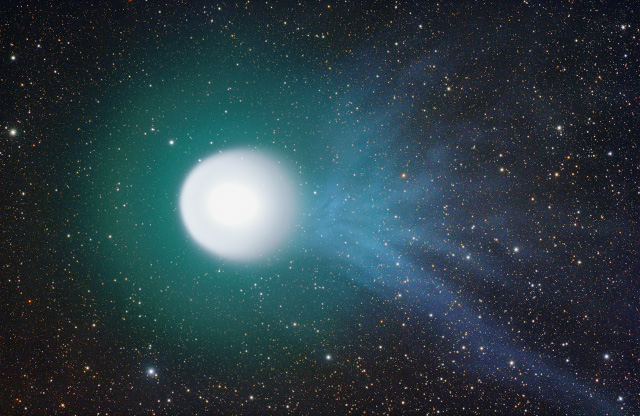
A Holmes-üstökös 2007. november 11-én, maximuma közelében. Éder Iván felvétele

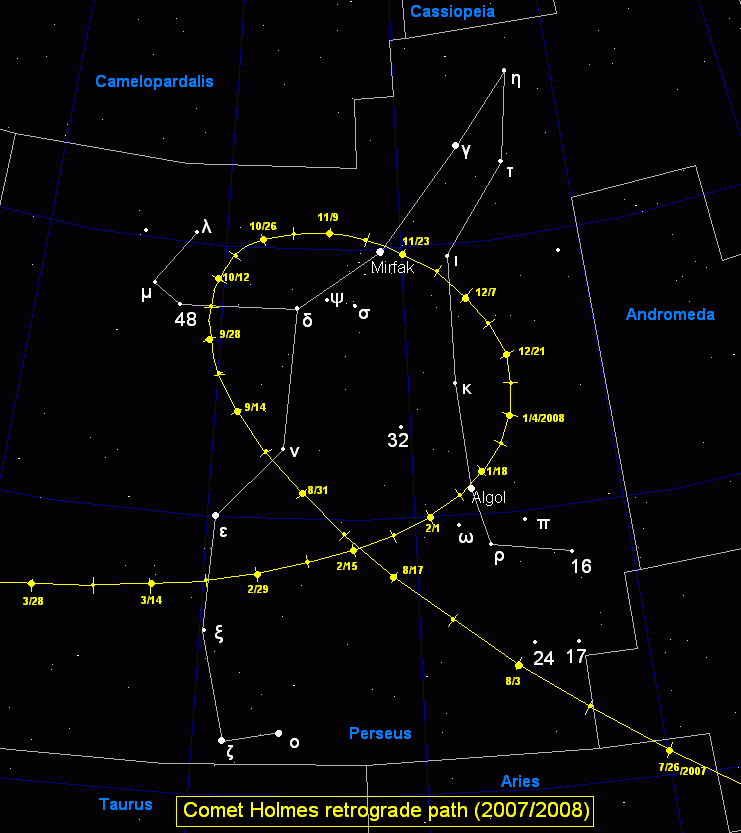
A Holmes-üstökös látszólagos égi pályája csillagtérképen, 2007-2008-ban (a Perseusban)

A Holmes-üstökös (hivatalos neve 17P/Holmes) a Naprendszer egyik üstököse, amely 2007. október 24-ei kitörése miatt vált széles körben ismertté.

## Felfedezése és újrafelfedezése
Nevét felfedezőjéről, az angol Edwin Holmes-ról kapta. Holmes 1892. november 6-án távcsővel találta meg az üstököst, miközben az Androméda-ködöt kereste, de az igen fényes objektum ekkor már (és ezt követően még hetekig) szabad szemmel is látható volt. Később elhalványult, de a következő januárban egy felfényesedést követően ismét szabad szemmel észlelhetővé vált.
A pálya alapján sikerült kiszámítani az üstökös keringési idejét, amely hét év (ez elég rövidnek számít). A következő két visszatérésekor azonban olyan halvány volt, hogy csak a legnagyobb távcsövekkel lehetett észlelni, majd évtizedekre eltűnt a csillagászok szeme elől. 1964-ben számítógép segítségével sikerült ismét megtalálni.

## 2007-es kitörése
2007. október 24-én hajnalban Tenerife szigetén Juan Antonio Henríquez Santana csillagász észlelte, hogy a Holmes-üstökös hirtelen felfénylett. Az üstökös fényessége két nap alatt egymilliószorosára növekedett, és másnapra szabad szemmel is látható, 4 magnitúdós objektummá vált a Perseus csillagképben, majd néhány órával később már 2,5–3 magnitúdó közötti fényességet ért el. Ez már a nagyobb városokból is látható volt.

## Külső hivatkozások
- Drámai üstököskitörés – puszta szemmel látható a Holmes-üstökös!  – Hírek.csillagászat.hu; Sárneczky Krisztián, 2007. október 25., csütörtök
- Már a Jupiternél is nagyobb a Holmes-üstökös kómája – Hírek.csillagászat.hu; Tóth Imre, 2007. október 30., kedd
- Elhagyta csóváját a kitörésben levő üstökös – Hírek.csillagászat.hu; Tóth Imre, 2007. november 11., vasárnap
- A Hubble Űrtávcső lefényképezte a Holmes-üstökös magját – Hírek.csillagászat.hu, Tóth Imre, 2007. november 16., péntek
- A Holmes-üstökös januárban ismét kitörhet! – Hírek.csillagászat.hu; Tóth Imre, 2007. december 31., hétfő